# Nicolaes van Verendael

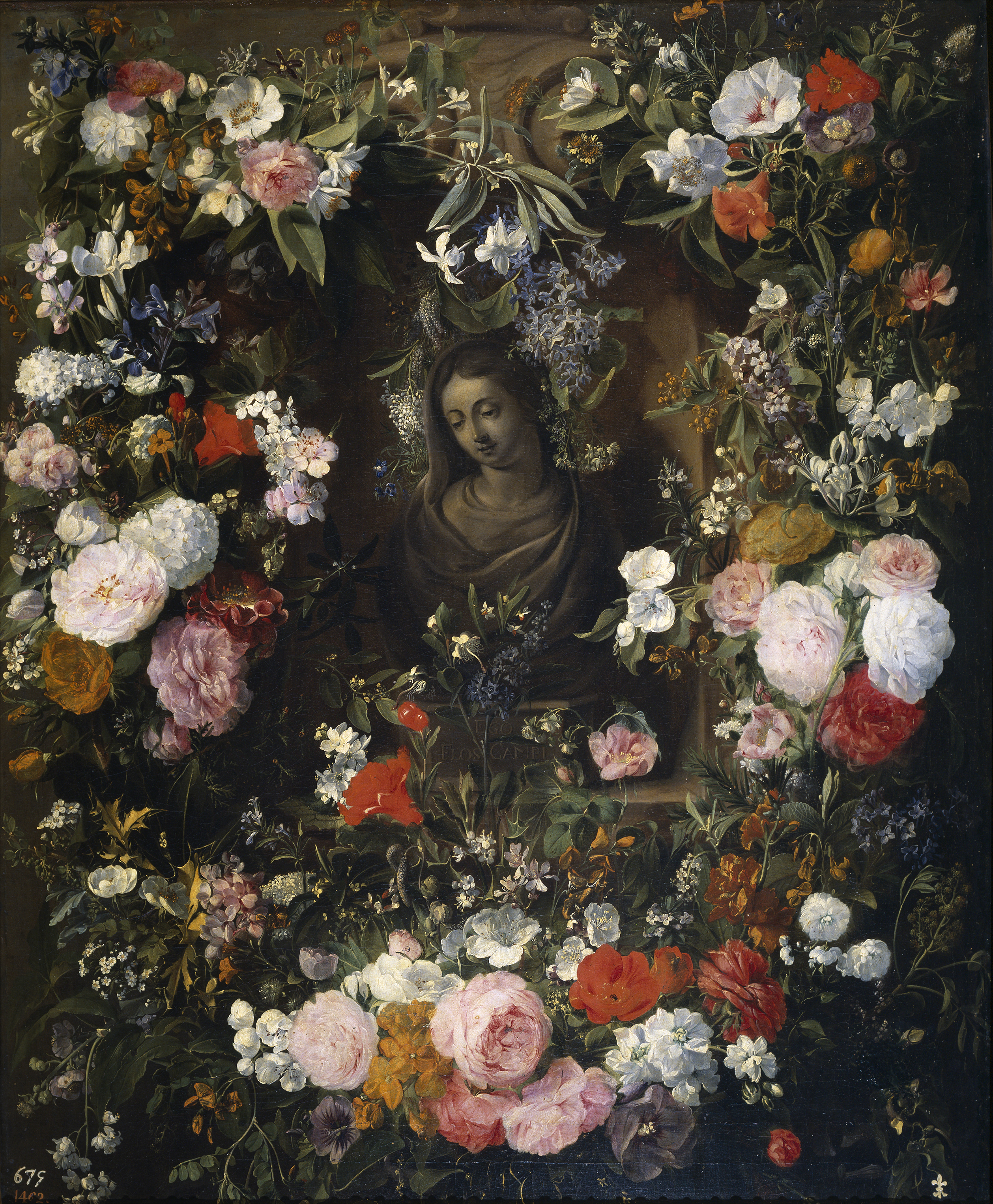
Garlanda envoltant a la Mare de Déu, oli sobre coure, 81 x 65 cm, Madrid, Museu del Prado

Nicolaes van Verendael o Veerendael (1640-1691), va ser un pintor barroc flamenc especialitzat en la pintura de natures mortes i garlandes influït per Daniel Seghers, que normalment col·laborava amb altres artistes tot afegint natures mortes a les seves composicions. També és conegut per les seves singeries, pintures on apareixen mones i micos vestits com els humans i actuant com aquests.

## Biografia
Batejat a Anvers el 19 de febrer de 1640, es va formar al costat del seu pare i fou admès al gremi de Sant Lluc l'any 1657 com a mestre lliure. Malgrat la bona reputació que tenia entre els artistes del moment, van Verendael mai va estar lliure de problemes financers i era un treballador lent, vivint sempre una vida modesta al costat de la seva esposa Catharina van Baeren, filla de l'escultor Mattheus van Beveren, i els seus 11 fills, l'últim dels quals pòstum a l'artista.
Van Verendael va col·laborar amb altres pintors com Jan Davidsz de Heem, corresponent-li les flors d'una vanitas pintada per aquell, conservada a Múnic. També una natura morta de cuina amb diversos adorns florals de la Gemäldegalerie Alte Meister de Dresden apareix signat conjuntament per Verendael, a qui es deuen les flors, Carstian Luyckx, responsable de les peces de caça, i David Teniers II, a qui correspondrien els elements arquitectònics i l'interior de la cuina.
Vers el final de la seva carrera, van Verendael va abandonar la realització de representacions aïllades de flors per centrar-se en l'elaboració de composicions més complexes, principalment natures mortes amb ornamentació floral. Paral·lelament, la seva paleta va evolucionar cap a tonalitats més marronoses i la seva tècnica es feu més transparent. Entre els seus deixebles s'hi pot comptar Jerome Scharemberg i probablement Jan Battist Moren.